# Liste de jeux DOS
Cette liste de jeux DOS recense les jeux vidéo sortis sur le système d'exploitation DOS pour PC.
Pour un souci de cohérence, la liste utilise les noms français des jeux, si ce nom existe.
- Haut – A
- B
- C
- D
- E
- F
- G
- H
- I
- J
- K
- L
- M
- N
- O
- P
- Q
- R
- S
- T
- U
- V
- W
- X
- Y
- Z

## 0-9
- 007: Licence to Kill
- 10th Frame
- 11th Hour, The
- 1000 Miglia
- 1830: Railroads and Robber Barons
- 1869
- 1942: The Pacific Air War
- 1944: Across the Rhine
- 221B Baker Street
- 2400 A.D.
- 20000 lieues sous les mers
- 3-Demon
- 3-D Helicopter Simulator
- 3D Body Adventure
- 3D Lemmings
- 3D World Boxing
- 3×3 Eyes: Sanjiyan Henjyo
- 4-4-2 Soccer
- 4D Sports Boxing
- 4D Sports Tennis
- 4th and Inches
- 4x4 Off-Road Racing
- 5th Fleet
- 50 Mission Crush
- 500cc Grand Prix
- 688 Attack Sub
- 7 Colors
- 7 dní a 7 nocí
- 7th Guest, The
- 9:05

## A
- A IV Network$
- A Jax
- A Line in the Sand
- A Mind Forever Voyaging
- A Nightmare on Elm Street
- A Personal Nightmare
- A Question of Sport
- A View to a Kill: The Computer Game
- A-10 Tank Killer
- A-Team, The
- A-Train
- A-Train II
- A-Train III
- A-Train Construction Set
- A.G.E.
- A320 Airbus
- AAARGH!
- Abadía del crimen, La
- Abandoned Places: A Time for Heroes
- ABC Monday Night Football
- ABC Wide World of Sports: Boxing
- Abrams Battle Tank
- Absolute Pinball
- Absolute Zero
- Abuse
- Academy
- ACE
- ACE 2
- Ace of Aces
- Aces of the Deep
  - Aces of the Deep: Expansion Disk
- Aces of the Pacific
  - Aces of the Pacific: Expansion Disk - WWII: 1946
- Aces Over Europe
- Acheton
- Achtung, die Kurve!
- Action Fighter
- Action in the North Atlantic
- Action Soccer
- Action Stations
- Actua Soccer
- Adibou
- Advanced Destroyer Simulator
- Advanced Xoru
- Advantage Tennis
- Adventure Construction Set
- Adventureland
- Adventures of Beetlejuice: Skeletons in the Closet
- Adventures of Buckaroo Banzai, The: Across the Eighth Dimension
- Adventures of Captain Comic, The
- Adventures of Robin Hood, The
- AEGIS: Guardian of the Fleet
- Affaire Morlov, L'
- Affaire Sydney, L'
- Affaire Vera Cruz, L'
- African Raiders-01
- After Burner
- After Burner II
- After the War
- Afterlife
- Aigle d'or, L'
- Aigle d'or, le retour - L'
- Aide de Camp
- Air Bucks
- Air Force Commander
- Air Power
- Air Warrior
- Airball
- Airborne Ranger
- Airline
- Airstrike USA
- Akalabeth: World of Doom
- Al-Qadim: The Genie's Curse
- Aladdin
- Albion
- Alcatraz
- ALF: The First Adventure
- ALF's Thinking Skills
- ALF's U.S. Geography
- Alien Breed
- Alien Breed: Tower Assault
- Alien Carnage
- Alien Incident
- Alien Legacy
- Alien Logic
- Alien Odyssey
- Alien Olympics 2044 AD
- Alien Rampage
- Alien Syndrome
- Alien Trilogy
- Alien Virus
- Aliens: A Comic Book Adventure
- Alive... Behind the Moon...
- All Dogs Go to Heaven
- All New Family Feud, The
- All New World of Lemmings
- Alley Cat
- Alone in the Dark
- Alone in the Dark 2
- Alone in the Dark 3
- Alpha Storm
- Alpha Waves
- Alter Ego
- Altered Beast
- Altered Destiny
- Alternate Reality: The City
- Amazing Spider-Man, The
- Amazing Spider-Man and Captain America in Dr. Doom's Revenge!, The
- Amazon
- Amazon Trail, The
- Amazon: Guardians of Eden
- Amberstar
- Ambush at Sorinor
- American Challenge, The: A Sailing Simulation
- American Dream
- American Gladiators
- Amnesia
- Amok
- Amulets and Armor
- An American Tail: The Computer Adventures of Fievel and His Friends
- An Elder Scrolls Legend: Battlespire
- Anacreon: Reconstruction 4021
- Ancient Art of War, The
- Ancient Art of War at Sea, The
- Ancient Art of War in the Skies, The
- Ancient Battles
- Ancient Domains of Mystery
- Ancients 1: Death Watch
- Andromeda Conquest
- Andromedas Erbe
- Angband
- Angel Devoid: Face of the Enemy
- Angel Nieto Pole 500
- Angst: Rahz's Revenge
- Animal
- Annals of Rome
- Another World
- Anvil of Dawn
- Apache
- Apache Strike
- APB: All Points Bulletin
- Apollo 18: Mission to the Moon
- Apple Panic
- Ar'Kritz the Intruder
- Arachnophobia
- Arcade Pool
- Arcade Volleyball
- Arche du Capitain Blood, L
- Archer MacLean's Pool
- Archibald Applebrook's Abenteuer
- Archimedean Dynasty
- Archipelagos
- Archon: The Light and the Dark
- Archon Ultra
- Arctic Adventure
- Arctic Moves
- Arcticfox
- Are We There Yet?
- Ark of Time
- Arkanoid
- Arkanoid: Revenge of Doh
- ARL 96
- Armada
- Armada 2525
- Armaëth: The Lost Kingdom
- Arme fatale, L'
- Armor Alley
- Armored Fist
- Armored Fist 2
- Armored Moon: The Next Eden
- Armour-Geddon
- Armure sacrée d'Antiriad, L'
- Army Moves
- Arnhem: The Market-Garden Operation
- Arnold Palmer Tournament Golf
- Arthur: The Quest for Excalibur
- Artura
- Arya Vaiv
- Ascendancy
- Ashes of Empire
- Assault Rigs
- Astérix: Caesar's Challenge
- Astérix : Le Coup du menhir
- Astérix chez Rahàzade
- Astérix : Le Défi de César
- Astérix et la Potion magique
- Astérix et Obélix
- Astonishia Story
- Astro-Grover
- AstroFire
- At the Carnival
- ATAC
- Atlantis : Secrets d'un monde oublié
- Atlas
- Atomino
- Atomix
- Attack of the Mutant Penguins
- Aufschwung Ost
- Austerlitz
- Autoduel
- AV-8B Harrier Assault
- Avalon Hill's Advanced Civilization
- Aventures de Carlos, Les
- Aventures de Willy Beamish, Les
- AYSO Soccer '97
- Azrael's Tear

## B
- B-1 Nuclear Bomber
- B-17 Flying Fortress
- B-24
- B.A.T.
- B.A.T. II: The Koshan Conspiracy
- B.C.'s Quest for Tires
- Baal
- Back to the Future Part III
- Bad Blood
- Bad Dudes Vs. DragonNinja
- Bad Street Brawler
- Badlands
- Balance of Power
- Baldies
- Ballades au pays de Mère l'Oie
- Ballistix
- Ballyhoo
- Bandit Kings of Ancient China
- Barbarian
- Barbarian: The Ultimate Warrior
- Barbarian II: The Dungeon of Drax
- Barbie
- Barbie: Super Model
- Barbie: Ocean Discovery
- Bard's Tale, The:Tales of the Unknown
- Bard's Tale, The: Construction Set
- Bard's Tale II, The: The Destiny Knight
- Bard's Tale III, The: Thief of Fate
- Bargon Attack
- Batman
- Batman Forever: The Arcade Game
- Batman Returns
- Batman: The Caped Crusader
- Battle Arena Toshinden
- Battle Beast
- Battle Bugs
- Battle Chess
- Battle Chess II: Chinese Chess
- Battle Chess 4000
- Battle Command
- Battle for Normandy
- Battle Isle
- Battle Isle 2
- Battle of Antietam
- Battlecruiser 3000AD
- Battlehawks 1942
- Battlemaster
- Battles of Destiny
- Battles of Napoleon
- BattleTech: The Crescent Hawk's Inception
- BattleTech: The Crescent Hawk's Revenge
- Battlezone
- BC Racers
- Beast Within, The: A Gabriel Knight Mystery
- Beats of Rage
- Bedlam
- Beethoven 2
- Belle et la Bête, La
- Below the Root
- Beneath a Steel Sky
- Beneath Apple Manor
- Berlin, après la chute
- Best of the Best: Championship Karate
- Betrayal
- Betrayal at Krondor
- Beverly Hills Cop
- Beyond Castle Wolfenstein
- Beyond the Black Hole
- Beyond Zork
- Big Bug Bang
- Big Red Racing
- Bill and Ted's Excellent Adventure
- Bill Elliott's NASCAR Challenge
- Billiards Simulator
- Bio Menace
- BioForge
- Bionic Commando
- Birds of Prey
- Birthright: The Gorgon's Alliance
- Bivouac
- Black Gold
- Black Sect
- Blackhawk
- Blades of Steel
- Blake Stone: Aliens of Gold
- Blake Stone 2: Planet Strike
- Blast Chamber
- Blasteroids
- Blitzkrieg at the Ardennes
- Blockout
- Blood
- Blood and Magic
- Blood Bowl
- Blood Money
- BloodNet
- Bloodstone: An Epic Dwarven Tale
- Bloodwych
- Blue Force
- Blue Ice
- Blue Max
- Blues Brothers, The
- Blues Brothers, The: Jukebox Adventure
- Bo Jackson Baseball
- Bob Winner
- Body Blows
- Body Count
- Bodyworks Voyager: Missions in Anatomy
- Bomberman
- Bombuzal
- Boot, Das: German U-Boat Simulation
- Boppin'
- Border Zone
- Borodino
- Borrowed Time
- Bosse des maths, La
- Bot Soccer
- Boulder Dash
- Brain Dead 13
- Bram Stoker's Dracula
- Brandish
- Breach
- Breach 2
- Breach 3
- BreakThru!
- Brett Hull Hockey
- Brett Hull Hockey 95
- Bridge Olympiad
- Brix
- Bruce Lee
- Bruce Lee Lives
- Brutal: Above the Claw
- Brutal: Paws of Fury
- Brutal Football: Brutal Sports Series
- Bubble Bobble
- Bubble Bobble also featuring Rainbow Islands
- Bubble Dizzy
- Bubble Ghost
- Buck Rogers: Countdown to Doomsday
- Buck Rogers: Matrix Cubed
- Buck Rogers: Planet of Zoom
- Budokan: The Martial Spirit
- Bureau 13
- Bureaucracy
- BurgerTime
- Burntime
- Buzz Aldrin's Race Into Space
- Buzzard Bait

## C
- Cabal
- Cadaver
  - Cadaver: The Payoff
- Cadillacs and Dinosaurs: The Second Cataclysm
- Caesar
- Caesar II
- California Games
- California Games II
- Campaign
- Campaign II
- Cannon Fodder
- Cannon Fodder 2
- Capitalism
- Captain Comic II: Fractured Reality
- Captive
- Car and Driver
- Carl Lewis Challenge, The
- Carmageddon
- Carrier Command
- Carrier Strike: South Pacific
- Carriers at War
- Carriers at War II
- Cartels and Cutthroats
- Case of the Cautious Condor, The
- Castle of Dr. Brain
- Castle Master
- Castle Wolfenstein
- Castles
- Castles II: Siege and Conquest
- Castlevania
- Catacomb
- Catacomb 3D
- Catfight
- Caveman Ugh-Lympics
- Cavewars
- Centipede
- Centurion: Defender of Rome
- Challenge of the Ancient Empires!
- Challenge of the Five Realms
- Champion of the Raj
- Chronicles of the Sword
- Champions of Krynn
- Championship Baseball
- Championship Boxing
- Championship Manager '93
- Chaos Engine, The
- Charge of the Light Brigade, The
- Chasm: The Rift
- Chasse au Wumpus
- Chessmaster 2000, The
- Chevaliers de Baphomet, Les
- Chicago 90
- Chill Manor
- Chip 'n Dale Rescue Rangers: The Adventures in Nimnul's Castle
- Chip's Challenge
- Chronomaster
- Chuck Yeager's Advanced Flight Trainer
- Chuck Yeager's Air Combat
- Circuit's Edge
- Cisco Heat
- Cité des enfants perdus, La
- Civil War, The
- Civilization
- Clash of Steel
- Clockwiser
- Clue!, The
- Cluedo
- Cobra Mission: Panic in Cobra City
- Codename: ICEMAN
- Cohort
- Cohort 2
- College Slam
- Colonel's Bequest, The
- Colonization
- Colony, The
- Color Lines
- Colossal Cave Adventure
- Comanche: Maximum Overkill
- Comanche 2
- Comanche 3
- Combat Air Patrol
- Command and Conquer : Conflit du Tibérium
- Command and Conquer : Alerte rouge
  - Command and Conquer : Alerte rouge - Missions Taïga
  - Command and Conquer : Alerte rouge - Missions M.A.D.
- Command HQ
- Commander Blood
- Commander Keen - Episode One: Marooned on Mars
- Commander Keen - Episode Two: The Earth Explodes
- Commander Keen - Episode Three: Keen Must Die!
- Commander Keen - Episode Four: The Secret of the Oracle
- Commander Keen - Episode Five: The Armageddon Machine
- Commander Keen - Episode Six: Aliens Ate My Babysitter
- Commander Keen in Keen Dreams
- Commando
- Companions of Xanth
- Computer Baseball
- Computer Diplomacy
- Computer Edition of Risk, The: The World Conquest Game
- Computer Edition of Scrabble, The
- Computer Football Strategy
- Conflict: Korea the First Year 1950-51
- Conflict: Middle East
- Conflict in Vietnam
- Conquered Kingdoms
- Conqueror
- Conqueror A.D. 1086
- Conquest Earth
- Conquest of Japan
- Conquest of the New World
- Conquests of Camelot: The Search for the Grail
- Conquests of the Longbow: The Legend of Robin Hood
- Constructor
- Cool Croc Twins
- Cool Spot
- Cool World
- Corruption
- Cosmic Spacehead
- Cosmo's Cosmic Adventure
- Cougar Force
- Countdown
- Crack Down
- Crazy Cars
- Crazy Cars II
- Crazy Cars III
- Creature Shock
- Creepers
- Crime Patrol
- Crisis in the Kremlin
- Croisière pour un cadavre
- Crossfire
- Crusade in Europe
- Crusader: No Remorse
- Crusader: No Regret
- Crystal Caves
- Crystal Kingdom Dizzy
- Crystals of Arborea
- Curse of Enchantia
- Curse of the Azure Bonds
- Cutthroats
- Cyberball
- Cyberia
- CyberJudas
- CyberMage: Darklight Awakening
- CyberRace
- Cyberwar
- Cyclemania
- Cycles, The: International Grand Prix Racing
- Cyclones

## D
- D
- D-Day
- D-Day: America Invades
- D/Generation
- Daedalus Encounter, The
- Dagger of Amon Ra, The
- Dalek Attack
- Dam Busters, The
- Dame Was Loaded, The (en)
- Dangerous Dave
- Dangerous Dave in the Haunted Mansion
- Dangerous Dave's Risky Rescue
- Dangerous Streets
- Dark Ages
- Dark Castle
- Dark Heart of Uukrul, The
- Dark Legions
- Dark Queen of Krynn, The
- Dark Seed
- Dark Sun: Shattered Lands
- Dark Sun: Wake of the Ravager
- Darker
- Darklands
- Darklight Conflict
- DarkSpyre
- Boot, Das
- Daughter of Serpents
- Dave Goes Nutz!
- David Wolf: Secret Agent
- Dawn Patrol
- Day of the Tentacle
- Day of the Viper
- Days of Thunder
- Deadline (1982)
- Deadline (1996)
- Death Gate
- Death Knights of Krynn
- Death Rally
- Deathtrack
- Decision in the Desert
- Decisive Battles of the American Civil War: Volume I
- Decisive Battles of the American Civil War: Volume II
- Decisive Battles of the American Civil War: Volume III
- Defcon 5
- Defender of the Crown
- Défenseurs de l'ombre, Les
- Déjà Vu
- Déjà Vu II: Lost in Las Vegas
- Delta V (en)
- Demon Stalkers
- Demon's Winter
- Descent
- Descent II
- Descent to Undermountain
- Desert Rats
- Desert Strike: Return to the Gulf
- Destroyer
- Destroyer Escort
- Destruction Derby
- Destruction Derby 2
- Detroit
- Deus
- Dick Tracy
- Dictées de Rayman, Les
- Die Hard
- Dig, The
- Digger
- Diggers
- Diggers 2: Extractors
- Dino Dini's Goal
- Disc
- Discovery: In the Steps of Columbus
- Discworld
- Discworld II : Mortellement vôtre !
- Dizzy Down the Rapids
- Dizzy Prince of the Yolkfolk
- Dogfight
- Dōkyūsei
- Dōkyūsei 2
- Dominus
- Donald Duck's Playground
- Doom
- Doom II: Hell on Earth
  - Master Levels for Doom II
- Dossiers secrets de Sherlock Holmes, Les : L'Affaire de la rose tatouée
- Double Dragon
- Double Dragon II: The Revenge
- Double Dragon 3: The Rosetta Stone
- Down in the Dumps
- Dracula Unleashed
- Dragon Knight 4
- Dragon Lord
- Dragon Lore
- Dragon Slayer: The Legend of Heroes II
- Dragon Wars
- Dragon's Lair
- Dragon's Lair II: Escape from Singe's Castle
- Dragon's Lair II: Time Warp
- Dragon's Lair III: The Curse of Mordread
- Dragonfire II
- Dragons of Flame
- DragonSpires
- DragonStrike
- Dragonworld
- Drakkhen
- Dragonsphere
- Dreadnoughts (1984)
- Dreadnoughts (1992)
- Dream Zone
- Dreams to Reality
- DreamWeb
- Driller
- Druid: Daemons of the Mind
- Duckman: The Graphic Adventures of a Private Dick
- DuckTales: The Quest for Gold
- Duke Nukem
- Duke Nukem II
- Duke Nukem 3D
- Dune
- Dune II : La Bataille d'Arrakis
- Dungeon Hack
- Dungeon Keeper
  - Dungeon Keeper: The Deeper Dungeons
- Dungeon Master
- Dungeon Master II: The Legend of Skullkeep
- Dusk of the Gods

## E
- E.S.S.
- E.S.S. Mega
- EA Hockey
- Eagle Eye Mysteries
- Eagle Eye Mysteries in London
- Earl Weaver Baseball
- Earth 2140
- Earthworm Jim
- East vs. West: Berlin 1948
- EcoQuest : Le Secret de la cité engloutie
- EcoQuest 2 : SOS Forêt vierge
- Ecstatica
- Ecstatica II
- Eden Blues
- EF2000
- El-Fish
- Elder Scrolls, The: Arena
- Elder Scrolls II, The: Daggerfall
- Elder Scrolls Adventures, The: Redguard
- Electro Man
- Elite
- Elite Plus
- Elvira: Mistress of the Dark
- Elvira II: The Jaws of Cerberus
- Elvira: The Arcade Game
- Emmanuelle
- Empereur, L'
- Empire: Wargame of the Century
- Empire Deluxe
- Empire II: The Art of War
- Enchanter
- Endorfun
- Énigme de Maître Lu, L'
- Entrepreneur, The
- Epic
- Epic Pinball
- Epidemic!
- Eradicator
- Escape from the Planet of the Robot Monsters
- ESPN Baseball Tonight
- ESPN National Hockey Night
- ESPN Extreme Games
- Eternal Dagger, The
- Eternam
- European Superleague
- Even More Incredible Machine, The
- Evidence: The Last Report
- Executive Suite
- Exhumed
- Exodus: Journey to the Promised Land
- Explora II
- Explora III : Sous le signe du serpent
- Exploration
- Extase
- Extreme Assault
- Eye of Horus
- Eye of the Beholder
- Eye of the Beholder II: The Legend of Darkmoon
- Eye of the Beholder III: Assault on Myth Drannor
- Eye of Typhoon, The

## F
- F-15 Strike Eagle
- F-15 Strike Eagle II
- F-15 Strike Eagle III
- F-16 Combat Pilot
- F-19 Stealth Fighter
- F-117A Nighthawk Stealth Fighter 2.0
- F-22 Lightning II
- F1
- F29 Retaliator
- Fable
- Face Off!
- Faces
- Fade to Black
- Faery Tale Adventure, The
- Fahrenheit 451
- Falcon
- Fall Gelb
- Fallout
- Family Feud
- Fantastic Dizzy
- Fantasy Empires
- Fantasy General
- Fantasy World Dizzy
- Fascination
- Fast Break
- Fast Food Dizzy
- Fatal Racing
- Ferrari Formula One
- Feud
- Feudal Lords
- Fields of Glory
- Fiendish Freddy's Big Top O'Fun
- FIFA International Soccer
- FIFA Soccer 96
- FIFA 97
- Fighter Bomber
- Final Conflict, The
- Final Doom
- Fire and Forget II
- Fire and Ice
- Fire Brigade
- Fire Hawk: Thexder - The Second Contact
- Fire King
- Fire-Brigade: The Battle for Kiev - 1943
- Firestorm: Thunderhawk 2
- Fireteam 2200
- First Over Germany
- First Samurai
- Fish!
- Flashback
- Fleet Defender
- Flight of the Amazon Queen
- Flight of the Intruder
- Flight Simulator
- Flight Unlimited
- Flip Out!
- Floor 13
- Flying Corps
- Flying Shark
- Fool's Errand, The
- Football Glory
- Forgotten Realms: Unlimited Adventures
- Forgotten Worlds
- Formula One Grand Prix
- Fort Apache
- Fountain of Dreams
- Fragile Allegiance
- Frank Thomas Big Hurt Baseball
- Franko: The Crazy Revenge
- Freakin' Funky Fuzzballs
- Freddy Pharkas: Frontier Pharmacist
- Freedom
- Front Lines
- Front Page Sports Baseball '94
- Front Page Sports Football
- Front Page Sports Football Pro
- Front Page Sports Football Pro '95
- Front Page Sports Football Pro '96
- Frontier: Elite II
- Frontier: First Encounters
- Full Throttle
- Fun House
- Fun Tracks
- Fury of the Furries
- FX Fighter

## G
- G-LOC: R360
- Gabriel Knight: Sins of the Fathers
- Galactic Conqueror
- Galactic Empire
- Galactic Gladiators
- Galactix
- Galaxian
- Game of Harmony, The
- Game Over
- Game Over II
- Games, The: Summer Challenge
- Games, The: Winter Challenge
- Gary Grigsby's Pacific War
- Gateway to the Savage Frontier
- GATO
- Gauntlet
- GBA Championship Basketball: Two-on-Two
- Geisha
- Gemfire
- Gender Wars
- Gene Machine, The
- Genesia
- Genewars
- Genghis Khan
- Genghis Khan II: Clan of the Gray Wolf
- Gertrude's Secrets
- Gettysburg: The Turning Point
- Ghostbusters
- Ghostbusters II
- Ghosts'n Goblins
- Global Commander
- Global Conquest
- Global Dilemma, The: Guns or Butter
- Global Domination
- Gnome Ranger
- Gobliiins
- Gobliins 2: The Prince Buffoon
- Goblins 3
- Godfather, The
- Gods
- Gold of the Americas
- Gold Rush!
- Golden Axe
- Golden Basket
- Goofy's Railway Express
- Gorilla
- Grand Fleet
- Grand Monster Slam
- Grand Prix 2
- Grand Theft Auto
- Great Courts
- Great Escape, The
- Great Napoleonic Battles
- Great Naval Battles: North Atlantic 1939-1943
- Great Naval Battles Vol. II: Guadalcanal 1942-1943
- Great Naval Battles Vol. III: Fury in the Pacific, 1941-1944
- Great Naval Battles IV: Burning Steel 1939-1942
- Great Naval Battles V: Demise of the Dreadnoughts; 1914-18
- Green Beret
- Gremlins 2: The New Batch
- Guild of Thieves, The
- Gulf Strike
- Gunboat
- Gunmetal
- Gunship
- Gunship 2000
- Gus Goes to Cybertown
- Guy Roux Manager

## H
- H.U.R.L.
- Hack
- Hacker
- Hacker II: The Doomsday Papers
- Halls of Montezuma
- Hammer of the Gods
- Hannibal
- Hard Drivin'
- Hard Hat Mack
- Hard Nova
- HardBall!
- HardBall II
- HardBall III
- HardBall 4
- HardBall 5
- Hardline
- Hare Raising Havoc
- Harlem Globetrotters
- Harpoon
- Harpoon II
- Harrier Combat Simulator
- Harrier Jump Jet
- Harvester
- Heart of China
- Heartlight
- Heaven and Earth
- Heavy Barrel
- Heimdall
- Heimdall 2
- Heirs to the Throne
- Hell: A Cyberpunk Thriller
- Heretic
- Heroes of Might and Magic: A Strategic Quest
- Heroes of Might and Magic II: The Succession Wars
  - Heroes of Might and Magic II: The Price of Loyalty
- Heroes of the 357th
- Heroes of the Lance
- HeroQuest
- Hexen
- Hexx: Heresy of the Wizard
- Hi-Octane
- High Seas Trader
- Highway Hunter
- Hillsfar
- Hind
- Hired Guns
- History Line: 1914-1918
- Hitchhiker's Guide to the Galaxy, The
- Hobbit, The
- Hocus Pocus
- Hollywood Hijinx
- Hollywood Squares
- Home Alone
- Home Alone 2: Lost in New York
- Hook
- Horde, The
- Horror Zombies from the Crypt
- HotShot
- Hound of Shadow, The
- Hovertank 3D
- Hugo's House of Horrors
- Hugo II, Whodunit?
- Hugo III, Jungle of Doom!
- Huit Conquêtes d'Armorik le Viking, Les
- Hulk, The
- Humans, The
- Hundred Years War
- Hunt for Red October, The (1987)
- Hunt for Red October, The (1990)
- Hurlements
- Hyper Dyne Side Arms
- Hyperspeed

## I
- I Have No Mouth, and I Must Scream
- I.M. Meen
- iF-16
- If It Moves, Shoot It!
- Igor: Objective Uikokahonia
- Ikari Warriors
- Immortal, The
- Imperium
- Imperium Galactica
- Impossible Mission 2
- In Search of the Most Amazing Thing
- Inca
- Inca II: Wiracocha
- Incredible Hulk, The: The Pantheon Saga
- Incredible Machine, The
- Incredible Machine 2, The
- Incredible Toon Machine, The
- Incunabula
- Indian Mission
- Indiana Jones and the Last Crusade: The Action Game
- Indiana Jones and the Temple of Doom
- Indiana Jones et la dernière croisade
- Indiana Jones et le Mystère de l'Atlantide
- Indiana Jones in Revenge of the Ancients
- Indianapolis 500: The Simulation
- Indoor Sports
- IndyCar Racing
- IndyCar Racing II
- Inferno
- Infestation
- Infidel
- Infiltrator
- Inherit the Earth
- Inindo: Way of the Ninja
- Innocent Until Caught
- Innocent Until Caught 2: Presumed Guilty
- Inside Trader: The Authentic Stock Trading Game
- Inspector Gadget: Mission 1 – Global Terror!
- International Karate
- International Karate +
- International Rugby Challenge
- International Tennis Open
- Interphase
- Into the Eagle's Nest
- Iron and Blood: Warriors of Ravenloft
- Iron Cross
- Iron Lord
- Iron Man and X-O Manowar in Heavy Metal
- Iron Seed
- Ishar: Legend of the Fortress
- Ishar 2: Messengers of Doom
- Ishar 3: The Seven Gates of Infinity
- Ishido: The Way of Stones
- Island of Dr. Brain, The
- Isle of the Dead
- It Came from the Desert
- Iter Vehemens ad Necem
- Iznogoud

## J
- J.B. Harold Murder Club
- J. R. R. Tolkien's Riders of Rohan
- J. R. R. Tolkien's The Lord of the Rings, Vol. I
- J. R. R. Tolkien's The Lord of the Rings, Vol. II: The Two Towers
- J. R. R. Tolkien's War in Middle Earth
- Jack Flash
- Jack in the Dark
- Jack Nicklaus' Greatest 18 Holes of Major Championship Golf
- Jack Nicklaus' Unlimited Golf and Course Design
- Jack Nicklaus Golf and Course Design: Signature Edition
- Jack Orlando
- Jackal
- Jagged Alliance
- Jagged Alliance: Deadly Games
- James Bond 007: Goldfinger
- James Bond 007: Live and Let Die
- James Bond 007: The Spy Who Loved Me
- James Clavell's Shōgun
- James Pond 2: Codename RoboCod
- Jammit
- Jane's AH-64D Longbow
- Jane's US Navy Fighters 97
- Jazz Jackrabbit
- Jet
- Jetfighter
- Jetfighter II
- Jetsons in By George, in Trouble Again - The
- Jetsons: The Computer Game
- Jetstrike
- Jewels of Darkness
- Jill of the Jungle
- Jim Power: The Lost Dimension in 3D
- Jimmy White's Whirlwind Snooker
- Jinxter
- Joan of Arc: Siege and the Sword
- Joe and Mac: Caveman Ninja
- Joe Montana Football
- John Elway's Quarterback
- John Madden Football
- John Madden Football II
- Johnny Bazookatone
- Jones in the Fast Lane
- Jordan vs. Bird: One-on-One
- Joshua and the Battle of Jericho
- Journey
- Joust
- Jr. Pac-Man
- Judge Dredd
- Jump 'n Bump
- Jumpman
- Jungle Hunt
- Jungle Strike
- Jurassic Park

## K
- Kampfgruppe
- Karateka
- Karma
- Kasparov's Gambit
- Keef the Thief
- Keys to Maramon, The
- KGB
- Khalaan
- Kick Off 3
- Kick Off 96
- Kick Off 97
- Kick Off 98
- Kiloblaster
- King of Chicago, The
- King's Bounty
- King's Quest: Quest for the Crown
- King's Quest II: Romancing the Throne
- King's Quest III: To Heir Is Human
- King's Quest IV: The Perils of Rosella
- King's Quest V: Absence Makes the Heart Go Yonder!
- King's Quest VI: Heir Today, Gone Tomorrow
- King's Quest VII: The Princeless Bride
- King's Valley
- Kingdom O' Magic
- Kingdom of Kroz
- Kingdoms of England II: Vikings, Fields of Conquest
- Kingmaker
- Kings of the Beach
- KKnD
- Klax
- Knight Force
- Knight Orc
- Knights of Legend
- Knights of the Desert
- Knights of the Sky
- Knights of Xentar
- Kristal, The
- Krusty's Super Fun House
- Kult
- Kwik Snax

## L
- L.A. Blaster
- Labyrinth of Time, The
- Lagaf' : Les Aventures de Moktar
- Lakers vs. Celtics and the NBA Playoffs
- Lancelot
- Lands of Lore: Guardians of Destiny
- Lands of Lore: The Throne of Chaos
- Laser Squad
- Last Action Hero
- Last Armageddon
- Last Bounty Hunter, The
- Last Express, The
- Last Mission, The
- Last Ninja, The
- Last Ninja 2
- Lawnmower Man, The
- Leather Goddesses of Phobos
- Leather Goddesses of Phobos 2: Gas Pump Girls Meet the Pulsating Inconvenience from Planet X!
- Legacy, The: Realm of Terror
- Legend
- Legend of Djel
- Legend of Faerghail
- Legend of Kyrandia, The
- Legend of Kyrandia, The: The Hand of Fate
- Legend of Kyrandia, The: Malcolm's Revenge
- Legend of Sword and Fairy, The
- Legends of Valour
- Legends of Valour
- Leisure Suit Larry: In the Land of the Lounge Lizards
- Leisure Suit Larry II: Goes Looking for Love (in Several Wrong Places)
- Leisure Suit Larry III : Patti la passion à la poursuite des pectoraux puissants
- Leisure Suit Larry V : Passionate Patti se fait détective privée
- Leisure Suit Larry VI : Tu t'accroches ou tu décroches !
- Leisure Suit Larry VII : Drague en haute mer
- Lemmings
- Lemmings 2: The Tribes
- LHX: Attack Chopper
- Liberty or Death
- Liero
- Life and Death
- Light Corridor, The
- Lighthouse: The Dark Being
- Lightning Warrior Raidy
- Lightning Warrior Raidy II: Temple of Desire
- Lightspeed
- Links: The Challenge of Golf
- Links 386 Pro
- Links LS 1997
- Lion
- Liquid War
- Litil Divil
- Little Big Adventure
- Little Big Adventure 2
- Liverpool
- Living Ball
- Livre de la jungle, Le
- Llamatron
- Loadstar: The Legend of Tully Bodine
- Lock-On
- Lode Runner
- Lode Runner: The Legend Returns
- Lombard RAC Rally
- Loom
- Loopz
- Lords of Conquest
- Lords of Midnight, The
- Lords of Midnight: The Citadel
- Lords of the Realm
- Lords of the Realm II
- Lords of the Rising Sun
- Lords of Time
- Lost Admiral, The
- Lost Dutchman Mine
- Lost Eden
- Lost Files of Sherlock Holmes, The: The Case of the Serrated Scalpel
- Lost in Time
- Lost Patrol
- Lost Vikings, The
- Lost Vikings II, The
- Lotus: The Ultimate Challenge
- Lucky Luke
- Lucky Luke : Sur la piste des Dalton
- Lunar Leepers
- Lure of the Temptress
- Lurking Horror, The

## M
- M.A.X.: Mechanized Assault and Exploration
- M1 Tank Platoon
- Macadam Bumper
- MacArthur's War: Battles for Korea
- Mach 3
- Machiavelli the Prince
- Mad Dog McCree
- Mad Dog II: The Lost Gold
- Mad TV
- Magic Boy
- Magic Candle, The
- Magic Candle II, The: The Four and Forty
- Magic Carpet
- Magic Carpet 2
- Magic Johnson's Fast Break
- Magic Pockets
- Magicland Dizzy
- Maître des âmes, Le
- Major Stryker
- Make Your Own Murder Party
- Malice
- Manhole, The
- Manhattan Dealers
- Manhunter: New York
- Manhunter 2: San Francisco
- Maniac Mansion
- Manoir de Mortevielle, Le
- Marble Madness
- Mario a disparu !
- Mario et la Machine à remonter le temps
- Mario Andretti's Racing Challenge
- Mario's Game Gallery
- Martian Memorandum
- Mass Destruction
- Master of Magic
- Master of Orion
- Master of Orion II: Battle at Antares
- Masterblazer
- MasterType
- Match It!
- Math Blaster: Episode 1
- Math Rabbit
- Math Rescue
- Maupiti Island
- McDonaldland
- MDK
- Mean 18
- Mean Streets
- Mech Brigade
- MechWarrior
- MechWarrior 2: 31st Century Combat
  - MechWarrior 2: Ghost Bear's Legacy
  - MechWarrior 2: Mercenaries
- Medieval Lords: Soldier Kings of Europe
- Mega lo Mania
- Mega Man
- Mega Man 3
- Mega Man X
- Megafortress
- MegaRace
- MegaRace 2
- MegaTraveller 1: The Zhodani Conspiracy
- MegaTraveller 2: Quest for the Ancients
- Menace
- Menzoberranzan
- Merchant Colony
- Merchant Prince
- Metal Gear
- Metal Rage
- Metal Mutant
- Metaltech: Battledrome
- Metaltech: Earthsiege
- Méwilo
- MGT
- Michael Jackson's Moonwalker
- Michael Jordan in Flight
- Mickey's 123: The Big Surprise Party
- Mickey's Crossword Puzzle Maker
- Mickey's Memory Challenge
- Mickey's Space Adventure
- Micro Machines
- Micro Machines 2: Turbo Tournament
- Microcosm
- MicroLeague Baseball
- MicroLeague Wrestling
- MicroProse Golf
- Microprose Soccer
- Microsoft Adventure
- Microsoft Space Simulator
- Midnight Rescue!
- Midway Campaign
- Midwinter
- Midwinter II: Flames of Freedom
- MiG-29 Fulcrum
- Might and Magic: The Secret of the Inner Sanctum
- Might and Magic II: Gates to Another World
- Might and Magic III : Les Îles de Terra
- Might and Magic IV : Les Nuages de Xeen
- Might and Magic V : La Face cachée de Xeen
- Millennia: Altered Destinies
- Millennium: Return to Earth
- Mindfighter
- Mindshadow
- Miner 2049er
- Mines of Titan
- Mini-Putt
- Miracle Piano Teaching System, The
- Mission Critical
- Mixed-Up Fairy Tales
- Modem Wars
- Moebius: The Orb of Celestial Harmony
- Monkey Island 2: LeChuck's Revenge
- Monopoly Deluxe
- Monster Bash
- Monster Trucks
- Montezuma's Revenge
- Monty Python's Complete Waste of Time
- Monuments of Mars
- Moon Blaster
- Moonbase
- Moonmist
- Moonstone: A Hard Days Knight
- Mortal Coil: Adrenalin Intelligence
- Mortal Kombat
- Mortal Kombat II
- Mortal Kombat 3
- Mortal Kombat Trilogy
- Mouskattack
- Mundial de Fútbol
- Muppet Adventure: Chaos at the Carnival
- Murder on the Zinderneuf
- Museum Madness
- Mushroom Mania
- Mystery at the Museums
- Mystical
- Mystic Towers
- Myth

## N
- NAM
- Narco Police
- NASCAR Racing
- NBA Jam: Tournament Edition
- NBA Live 95
- NBA Live 96
- NCAA Basketball: Road to the Final Four
- NCAA Basketball: Road to the Final Four 2
- Nécromancien, Le
- Need for Speed, The
- NetHack
- Netherworld
- Network Q RAC Rally
- Netzone
- Neuromancer
- Never Mind
- Neverwinter Nights
- NFL Challenge
- NFL Quarterback Club 96
- NFL Quarterback Club 97
- NHL Hockey
- NHL 95
- NHL 96
- NHL 97
- Nick Faldo's Championship Golf
- Nicky Boom
- Nicky 2
- Nigel Mansell's World Championship
- Night Hunter
- Night Mission Pinball
- Night Raider
- Night Shift
- Night Trap
- Nine Princes in Amber
- Ninja Rabbits
- Nippon Safes Inc.
- Nitemare 3D
- Nitroglycérine
- No Exit
- No Greater Glory: The American Civil War
- Nobunaga no Yabō: Bushō Fūunroku
- Nobunaga no Yabō: Haōden
- Nobunaga's Ambition
- Nobunaga's Ambition II
- Noctropolis
- Nord and Bert Couldn't Make Head or Tail of It
- Nord et Sud
- Normality
- North and South
- North Atlantic Convoy Raider
- Nova 9: Return of Gir Draxon
- Novastorm
- Nuclear War

## O
- Obitus
- Obliterator
- Oddworld : L'Odyssée d'Abe
- Offensive
- Ogre
- Oh No! More Lemmings
- Oil Barons
- Oil's Well
- Old Time Baseball
- Oliver et Compagnie
- Olympic Decathlon
- Omega
- Omnicron Conspiracy
- On the Ball
- One Must Fall: 2097
- One on One: Dr. J vs. Larry Bird
- Once Upon a Time: Abracadabra
- Once Upon a Time: Baba Yaga
- Once Upon a Time: Little Red Riding Hood
- onEscapee
- Onslaught
- Open Liero X
- Operation Europe: Path to Victory 1939-45
- Operation Jupiter
- Operation Market Garden
- Operation Neptune
- Operation Stealth
- Operation Wolf
- Oregon Trail, The
- Orion Burger
- Orion Conspiracy, The
- Orly's Draw-A-Story
- Ortotris
- Oscar
- Out Run
- Outpost
- OutNumbered!
- OverKill
- Overlord
- Overrun!
- Oxyd

## P
- P.T.O. II
- Pac-In-Time
- Pacific Islands
- Pacific Strike
- Paganitzu
- Palace of Deceit, The
- Paladin
- Paladin II
- Pandora Directive, The
- Pang
- Panza Kick Boxing
- Panzer Battles
- Panzer General
- Paperboy
- Paperboy 2
- Paris Dakar 1990
- Patriot
- Patton Strikes Back
- Patton Versus Rommel
- Patrician, The
- Pawn, The
- Pengo
- Pepper's Adventures in Time
- Perfect General, The
- Perfect General II, The
- Perry Mason: The Case of the Mandarin Murder
- Pete Rose Pennant Fever
- Pete Sampras Tennis '97
- PGA European Tour
- PGA Tour Golf
- PGA Tour Golf 486
- Phalsberg
- Phantasie
- Phantasmagoria
- Phantasmagoria II : Obsessions fatales
- Pharaoh's Tomb
- PHM Pegasus
- Pinball Construction Set
- Pinball Dreams
- Pinball Fantasies
- Pinball Illusions
- Pinball Magic
- Pipe Mania
- Piranha
- Pit-Fighter
- Pitfall II: Lost Caverns
- Pitstop II
- Pizza Tycoon
- Plan 9 from Outer Space
- Planet's Edge
- Planetfall
- Platoon
- Playroom, The
- Plundered Hearts
- Pole Position
- Pole Position II
- Police Quest: In Pursuit of the Death Angel
- Police Quest II: The Vengeance
- Police Quest III: The Kindred
- Police Quest: Open Season
- Pool of Radiance
- Pools of Darkness
- PopCorn
- Populous
- Populous 2: Trials of the Olympian Gods
- Portail du monde, Le
- Power Drive
- Powerdrome
- Powermonger
- Predator 2
- Prehistorik
- Prehistorik 2
- Premier Manager
- Premier Manager 2
- Premier Manager 3
- President Elect
- President Is Missing, The
- Price Is Right, The
- Primal Rage
- Prince of Persia
- Prince of Persia 2: The Shadow and the Flame
- Princess Maker 2
- Prisoner 2
- Prisoner of Ice
- Privateer 2: The Darkening
- Pro Pinball: The Web
- Pro Pinball: Timeshock!
- Pro Pinball: Big Race USA
- Probotector
- Probotector II: Return of the Evil Forces
- Prohibition
- Project-X
- Prophecy of the Shadow
- Prophecy: The Fall of Trinadon
- Protostar: War on the Frontier
- Psi-5 Trading Company
- Psychic Detective
- Psycho Pinball
- PT-109
- Purple Saturn Day
- Pushover
- Putt-Putt Goes to the Moon
- Putt-Putt Joins the Parade

## Q
- Qin: Tomb of the Middle Kingdom
- Qix
- Quadrel
- Quake
- Quarantine
- Quarky and Quaysoo's Turbo Science
- Quarterback Attack with Mike Ditka
- Queen: The Eye
- Quest, The
- Quest for Glory: So You Want to Be a Hero
- Quest for Glory II: Trial by Fire
- Quest for Glory III: Wages of War
- Quest for Glory IV: Shadows of Darkness
- Questron II
- Quête de l'oiseau du temps, La
- Quivering, The

## R
- Race Drivin'
- Rack 'Em
- Raiden
- Rama
- Rambo: First Blood Part II
- Rampage
- Rampart
- RanX: The Video Game
- Raptor: Call of the Shadows
- Rastan Saga
- Raven Project, The
- Ravenloft: Stone Prophet
- Ravenloft: Strahd's Possession
- Rayman
- Rayman CP
- Rayman Designer
- Rayman Junior
- Rayman Maternelle
- Rayman Premiers Clics
- Reach for the Stars
- Realms
- Realms of Arkania: Blade of Destiny
- Realms of Arkania: Shadows over Riva
- Realms of Arkania: Star Trail
- Realms of Chaos
- Realms of the Haunting
- Rebel Charge at Chickamauga
- Red Baron
- Red Ghost
- Red Lightning
- Red Storm Rising
- Redneck Deer Huntin'
- Redneck Rampage
- Remember Tomorrow
- Rendezvous with Rama
- Renegade
- Renegade Legion: Interceptor
- Renegade: Battle for Jacob's Star
- Rescue at Rigel
- Rescue Rover
- Retro City Rampage 486
- Return of Medusa, The
- Return of the Phantom
- Return to Ringworld
- Return to Zork
- Reunion
- Revenge of the Mutant Camels
- Revolution X
- Rex Nebular and the Cosmic Gender Bender
- Richard Scarry's Busytown
- Rick Dangerous
- Rick Dangerous II
- Rings of Medusa
- Rings of Zilfin
- Ringworld: Revenge of the Patriarch
- Rise of the Dragon
- Rise of the Robots
- Rise 2: Resurrection
- Rise of the Triad
- Risky Woods
- Road Runner
- Roadwar 2000
- Roadwar Europa
- Robbo
- Robinson's Requiem
- Robocop
- RoboCop 3
- RoboSport
- Robot Rascals
- Robotron: 2084
- Rocket Ranger
- Rody et Mastico
- Rody et Mastico II
- Rogue
- Roi Lion, Le
- Roller Coaster Rumbler
- Rollerblade Racer
- Romance of the Three Kingdoms
- Romance of the Three Kingdoms II
- Romance of the Three Kingdoms III
- Romance of the Three Kingdoms IV: Wall of Fire
- Romance of the Three Kingdoms V
- Rome: Pathway to Power
- Rommel: Battles for North Africa
- Rorke's Drift
- Ruins of Cawdor, The
- Rules of Engagement
- Rules of Engagement 2

## S
- S.C.OUT
- S.D.I.
- S.T.U.N. Runner
- Saban's Iznogoud
- Saboteur 2
- Sabre Team
- Sam and Max Hit the Road
- Sand Storm
- Sandwarriors
- Sango Fighter
- Santa Fe Mysteries
- Sapiens
- Sarakon
- Sargon III
- Satan
- Savage
- Savage Warrior
- Scapeghost
- Schtroumpfs, Les
- Scoop, The
- Scorched Earth
- Scorcher
- Screamer
- Screamer 2
- Screamer Rally
- Sea Dragon
- SEAL Team
- Season of the Sakura
- Seastalker
- Second Front: Germany Turns East
- Secret Agent
- Secret Island of Dr. Quandary, The
- Secret Mission
- Secret of Monkey Island, The
- Secret of the Silver Blades
- Secret Weapons of the Luftwaffe
- Seek and Destroy
- Sensible Golf
- Sensible Soccer
- Sensible World of Soccer
- Sensible World of Soccer 95/96
- Sensible World of Soccer 96/97
- Sentient
- Sentinel, The
- Sentinel Worlds I: Future Magic
- Serpentine
- Settlers, The
- Settlers II, The
- Seven Cities of Gold, The
- Seymour Goes to Hollywood
- Shadow Knights
- Shadow of the Comet
- Shadow of Yserbius, The
- Shadow President
- Shadow Sorcerer
- Shadow Warrior
- Shadow Warriors
- Shadow Warriors II: Ninja Gaiden II
- ShadowCaster
- Shadowgate
- Shadowlands
- Shadows of Mordor
- Shamus
- Shanghai
- Shanghai II: Dragon's Eye
- Shannara
- Shard of Spring
- Shattered Steel
- Shellshock
- Sherlock Holmes: Another Bow
- Sherlock Holmes: Consulting Detective
- Sherlock Holmes: Consulting Detective - Volume II
- Sherlock Holmes: Consulting Detective - Volume III
- Sherlock Holmes: The Vatican Cameos
- Sherlock: The Riddle of the Crown Jewels
- Shiloh: Grant's Trial in the West
- Shufflepuck Cafe
- Shuttle
- Sid and Al's Incredible Toons
- Sid Meier's Covert Action
- Sid Meier's Pirates!
- Sid Meier's Railroad Tycoon
- Siege
- Sierra Championship Boxing
- Silent Hunter
- Silent Service
- Silent Service II
- Silicon Dreams
- Silpheed
- Silverball
- SilverLoad
- SimAnt
- SimCity
- SimCity 2000
  - SimCity 2000: Urban Renewal Kit
- SimEarth: The Living Planet
- SimFarm
- SimHealth
- SimIsle
- SimLife
- Simon the Sorcerer
- Simon the Sorcerer II: The Lion, the Wizard and the Wardrobe
- Simpsons, The: Arcade Game
- Simpsons, The: Bart vs. the Space Mutants
- Simpsons, The: Bart's House of Weirdness
- SimSafari
- SimTunes
- Sink or Swim
- Skateball
- Ski or Die
- Skidoo
- Skyfox II: The Cygnus Conflict
- Slam City with Scottie Pippen
- Slam 'N Jam '96 featuring Magic and Kareem
- Slater and Charlie Go Camping
- Sleepwalker
- Slipstream 5000
- Snood
- Soccer Kid
- SODA Off-Road Racing
- Soko-Ban
- Softporn Adventure
- Solar Winds
- Solitaire Royale
- Solo Flight
- Solomon's Key
- Sons of Liberty
- Sopwith
- Sorcerer
- Sorcerer Lord
- Sorcerian
- Space Ace
- Space Ace 2: Borf’s Revenge
- Space Crusade
- Space Harrier
- Space Hulk
- Space Hulk: Vengeance of the Blood Angels
- Space Jam
- Space Pirates
- Space Quest: The Sarien Encounter
- Space Quest II: Vohaul's Revenge
- Space Quest III: The Pirates of Pestulon
- Space Quest IV: Roger Wilco and the Time Rippers
- Space Quest V : La Mutation suivante
- Space Quest VI: The Spinal Frontier
- Space Racer
- Space Rogue
- Space: 1889
- Spaceward Ho!
- Spacewrecked : 14 Billion Light Years From Earth
- Spear of Destiny
- Special Criminal Investigation
- Special Forces
- Speed Haste
- Speed Racer in The Challenge of Racer X
- Speedball
- Speedball 2: Brutal Deluxe
- SpeedRage
- Spellbreaker
- Spellcasting 101: Sorcerers Get All The Girls
- Spellcasting 201: The Sorcerer's Appliance
- Spellcasting 301: Spring Break
- Spellcraft: Aspects of Valor
- Spellcross
- Spelling Jungle
- Spelljammer: Pirates of Realmspace
- Spider-Man
- Spider-Man and Captain America in Doctor Doom's Revenge
- Spirit of Adventure
- Spirit of Excalibur
- Spiritual Warfare
- Spirou
- Spitfire Ace
- Spoils of War
- Spot: The Video Game
- Spy Hunter
- Spycraft: The Great Game
- Sram 2
- SSN-21 Seawolf
- Stalingrad
- Stalingrad Campaign
- Star Command
- Star Command: Revolution
- Star Control
- Star Control 2
- Star Control 3
- Star Crusader
- Star Fleet I
- Star General
- Star Rangers
- Star Saga
- Star Trek
- Star Trek: 25th Anniversary
- Star Trek: Judgment Rites
- Star Trek: The Kobayashi Alternative
- Star Trek: The Next Generation - A Final Unity
- Star Trek: The Promethean Prophecy
- Star Trek: The Rebel Universe
- Star Wars
- Star Wars Chess
- Star Wars: Dark Forces
- Star Wars: Rebel Assault
- Star Wars: Rebel Assault II - The Hidden Empire
- Star Wars: TIE Fighter
- Star Wars: X-Wing
  - Star Wars: X-Wing - B-Wing
- Starball
- Starcross
- Stardust
- Starflight
- Starflight 2: Trade Routes of the Cloud Nebula
- Starfire
- Stargate
- Starglider
- Starglider 2
- Stargoose
- Stargunner
- Starlord
- Starquake
- Stationfall
- Steel Empire
- Steel Panthers
- Steel Panthers II
- Steel Panthers III
- Steg the Slug
- Stellar Crusade
- Stellar 7
- Stonekeep
- Storm Across Europe
- Storm Master
- Stormlord
- Stormovik: SU-25 Soviet Attack Fighter
- Street Fighter
- Street Fighter II: The World Warrior
- Street Racer
- Street Rod
- Street Rod 2
- Street Sports Basketball
- Strider
- Strife
- Strike Commander
- Strike Fleet
- Striker
- Stronghold
- Stryx
- Stugan
- Stunt Car Racer
- Stunt Driver
- Stunt Island
- Stunts
- Styx
- Su-27 Flanker
- Sub Battle Simulator
- Subtrade: Return to Irata
- Subwar 2050
  - Subwar 2050: The Plot Deepens
- Summer Games II
- Summoning, The
- Supaplex
- Super 3D Noah's Ark
- Super Fighter
- Super Hang-On
- Super Off Road
- Super Space Invaders '91
- Super Stardust
- Super Street Fighter II: The New Challengers
- Super Street Fighter II Turbo
- Super ZZT
- Supercars International
- Superfrog
- Superhero League of Hoboken
- Superkarts
- Superman: The Man of Steel
- Supremacy: Your Will Be Done
- Supreme Warrior
- Suspect
- Suspended
- Suzuki's RM 250 Motocross
- Swap
- Swing
- SWIV 3D
- Sword of Aragon
- Sword of the Samurai
- Swords of Xeen
- Syndicate
  - Syndicate: American Revolt
- Syndicate Wars
- Synnergist
- System Shock

## T
- T-MEK
- T2: The Arcade Game
- TAC
- Tactical Manager
- Tactical Manager 2
- Tajemnica Statuetki
- Tales of Maj'Eyal
- Tank Commander
- Tapper
- Targhan
- Task Force 1942
- Tass Times in Tonetown
- Tau Ceti
- Team Suzuki
- Team Yankee
- TechnoCop
- TecnoballZ
- Teenage Mutant Hero Turtles
- Teenage Mutant Hero Turtles: The Coin-Op!
- Teenage Mutant Ninja Turtles: Manhattan Missions
- Téléportaschtroumpf
- Teenagent
- Teenage Queen
- Telengard
- Tempest 2000
- Temple of Apshai
- Tennis Cup
- Tennis Cup II
- Tera
- Terminal Velocity
- Terminator, The
- Terminator 2: Judgment Day
- Terminator 2: Judgment Day - Chess Wars
- Terminator 2029, The
  - Terminator 2029, The: Operation Scour
- Terminator, The: Future Shock
- Terminator, The: Rampage
- Terminator, The: SkyNET
- Terra Nova: Strike Force Centauri
- Tesserae
- Test Drive
- Test Drive II: The Duel
- Test Drive III: The Passion
- Test Drive Off-Road
- Tetris
- TFX
- Thayer's Quest
- Theatre of Death
- Theatre of War
- Their Finest Hour: The Battle of Britain
- Theme Hospital
- Theme Park
- Thexder
- Third Courier, The
- Three Sisters' Story
- Thud Ridge: American Aces In 'Nam
- Thunder Blade
- Thunderhawk AH-73M
- Thunderstrike
- Tiger Road
- Tigers in the Snow
- Tiles of the Dragon
- Time and Magik
- Time Commando
- Time Gate : Le Secret du templier
- Time Paradox
- Timequest
- Times of Lore
- Tintin : Le Temple du Soleil
- Tintin sur la Lune
- Tiny Skweeks
- Titan
- Titanic
- Titus the Fox: To Marrakech and Back
- TNN Outdoors Bass Tournament '96
- Tomahawk
- Tomb Raider
- Tongue of the Fatman
- Tony La Russa's Ultimate Baseball
- Tony La Russa Baseball II
- Tony La Russa Baseball 3
- Toobin'
- Toonstruck
- Top Gun: Danger Zone
- Top Gun: Fire At Will
- Torin's Passage
- Tornado
- Total Carnage
- Total Eclipse
- Touché : Les Aventures du 5ème mousquetaire
- Toxic Bunny
- Toyota Celica GT Rally
- Tracer Sanction, The
- Traffic Department 2192
- Train, The: Escape to Normandy
- Transarctica
- Transport Tycoon
- Trantor: The Last Stormtrooper
- Treasure Cove!
- Treasure Galaxy!
- Treasure MathStorm!
- Treasure Mountain!
- Treehouse, The
- Treasures of the Savage Frontier
- Trésor des Toltèques, Le
- Trinity
- Trivial Pursuit: Interactive Multimedia Game
- Trivial Pursuit: The Computer Game Genus Edition
- Troddlers
- Trog
- Trojan
- Trolls
- Tunnel B1
- Tunnels and Trolls: Crusaders of Khazan
- Tunnels of Armageddon
- Turbo OutRun
- Turrican II: The Final Fight
- TV Sports Basketball
- Typhoon of Steel
- Tyrian
- Tyrian 2000

## U
- U.S. Navy Fighters
- UEFA Euro 96 England
- UFO: Enemy Unknown
- Ugh!
- Ultima I
- Ultima II: The Revenge of the Enchantress
- Ultima III: Exodus
- Ultima IV: Quest of the Avatar
- Ultima V: Warriors of Destiny
- Ultima VI: The False Prophet
- Ultima VII : La Porte Noire
- Ultima VII: Serpent Isle
- Ultima VIII: Pagan
- Ultima Underworld
- Ultima Underworld II
- Ultimate Body Blows
- Ultimate Soccer Manager
- Ultimate Soccer Manager 2
- Ulysses and the Golden Fleece
- UMS: The Universal Military Simulator
- UMS II
- Uncharted Waters
- Uncharted Waters II: New Horizons
- Under a Killing Moon
- Under Fire
- Uninvited
- Universe (1983)
- Universe II
- Universe 3
- Universe (1994)
- Unnecessary Roughness '95
- Unreal
- Urban Runner
- Uridium
- Utopia: The Creation of a Nation

## V
- V.G.: Variable Geo
- V for Victory: Utah Beach
- V for Victory: Velikiye Luki
- V for Victory: Market Garden
- V for Victory: Gold-Juno-Sword
- Vanguard Ace: Vertical Madness
- Vaxine
- Veil of Darkness
- Vengeance of Excalibur
- Vette!
- VGA Planets
- Viking Child
- Vinyl Goddess from Mars
- Virtua Chess
- Virtual Pinball
- Virtual Pool
- Virus
- Volfied
- Voyageurs du temps, Les
- Volfied
- Voyeur
- Voyeur II
- Vroom
- Vulcan

## W
- Wacky Wheels
- War Diary
- War in the Gulf
- War of the Lance
- Warcraft: Orcs and Humans
- Warcraft II: Tides of Darkness
  - Warcraft II: Beyond the Dark Portal
- Wargame Construction Set
- Wargame Construction Set II: Tanks!
- Wargame Construction Set III: Age of Rifles 1846-1905
- Warlords
- Warlords II
- Warp Factor
- Warriors of Releyne
- Warship
- Wasteland
- Waterloo
- Waterworld
- Waxworks
- Wayne Gretzky Hockey
- Weird Dreams
- Ween: The Prophecy
- Welltris
- West Phaser
- Western Front: The Liberation of Europe 1944-1945
- Wetlands
- Wheel of Fortune
- Wheel of Fortune: Golden Edition
- When Two Worlds War
- Where in America's Past Is Carmen Sandiego?
- Where in Europe Is Carmen Sandiego?
- Where in Space Is Carmen Sandiego?
- Where in the U.S.A. Is Carmen Sandiego?
- Where in the World Is Carmen Sandiego?
- Where in Time Is Carmen Sandiego?
- Where Time Stood Still
- White Death
- Whizz
- Who Framed Roger Rabbit
- Who Shot Johnny Rock?
- Widget Workshop
- Wiggins in Storyland
- Wild Life
- Wild Streets
- William Shatner's TekWar
- Williams Arcade Classics
- Willow
- Wing Commander
- Wing Commander II: Vengeance of the Kilrathi
- Wing Commander III : Cœur de tigre
- Wing Commander IV : Le Prix de la liberté
- Wing Commander: Academy
- Wing Commander: Armada
- Wing Commander: Privateer
- Wings of Fury
- Wings of Glory
- Wingstar
- Winnie the Pooh in the Hundred Acre Wood
- Winter Games
- Winter Olympics: Lillehammer '94
- Wipeout
- Wishbringer
- Witchaven
- Witchaven II: Blood Vengeance
- Witness, The
- Wizard and the Princess
- Wizard of Oz, The
- Wizard's Crown
- Wizardry: Proving Grounds of the Mad Overlord
- Wizardry II: The Knight of Diamonds
- Wizardry III: Legacy of Llylgamyn
- Wizardry IV: The Return of Werdna
- Wizardry V: Heart of the Maelstrom
- Wizardry VI: Bane of the Cosmic Forge
- Wizardry VII: Crusaders of the Dark Savant
- Wizball
- Wolf
- Wolfenstein 3D
- Wonderland
- Wolfpack
- Wooden Ships and Iron Men
- Wordtris
- World Class Leader Board
- World Championship Soccer
- World Cup USA '94
- World Football 98
- World Games
- World of Aden: Thunderscape
- World Rally Fever
- World Tour Golf
- World Trophy Soccer
- World War II: Battles of the South Pacific
- World War II GI
- Worlds of Ultima: The Savage Empire
- Worlds of Ultima II: Martian Dreams
- Worms
  - Worms Reinforcements
- Wrath of the Demon
- WWF European Rampage Tour
- WWF In Your House
- WWF WrestleMania
- WWF WrestleMania: The Arcade Game
- Wyatt Earp's Old West

## X
- X-COM: Apocalypse
- X-COM: Terror from the Deep
- X-It
- X-Men: Children of the Atom
- X-Men: Madness in Murderworld
- X-Men II: The Fall of the Mutants
- X-Men: The Ravages of Apocalypse
- Xargon
- Xargon: The Mystery of the Blue Builders - The Secret Chamber
- Xargon: The Mystery of the Blue Builders - Xargon's Fury
- Xargon: The Mystery of the Blue Builders - Beyond Reality
- XCar: Experimental Racing
- Xenobots
- Xenomorph
- Xenon
- Xenon 2: Megablast
- Xenophage: Alien Bloodsport
- XF5700 Mantis
- Xonix
- XS

## Y
- Ys I: Ancient Ys Vanished
- Ys II: Ancient Ys Vanished - The Final Chapter

## Z
- Z
- Zak McKracken and the Alien Mindbenders
- ZAngband
- Zany Golf
- Zaxxon
- Zeliard
- Zinédine Zidane Football
- Zombi
- Zone 66
- Zone Raiders
- Zool
- Zool 2
- Zoom!
- Zoop
- Zork I: The Great Underground Empire
- Zork II: The Wizard of Frobozz
- Zork III: The Dungeon Master
- Zork Nemesis
- Zork Zero
- Zorro
- Zyconix
- ZZT

- Haut – A
- B
- C
- D
- E
- F
- G
- H
- I
- J
- K
- L
- M
- N
- O
- P
- Q
- R
- S
- T
- U
- V
- W
- X
- Y
- Z